# OVSE-top 2003
Op 1 en 2 december 2003 vond in Maastricht de zevende OVSE-top plaats. Op de agenda stonden onder meer de strijd tegen terrorisme, discriminatie en antisemitisme, de bestrijding van mensenhandel en drugssmokkel, en regionale conflicten zoals in Moldavië en Georgië. Deze top eindigde zonder gezamenlijke verklaring. Rusland wilde deze niet onderschrijven, omdat dit land zijn troepen niet heeft teruggetrokken uit Moldavië en Georgië, zoals vrijwel alle OVSE-leden wilden. Volgens de Russen is de militaire aanwezigheid vereist als vredesmacht.
Burgemeester Gerd Leers had voor de top in Maastricht scherpe veiligheidsmaatregelen afgekondigd. 
Desondanks riep het Maastrichtse platform Enmasse op tot een massale demonstratie en manifestatie op 30 november 2003. Samen met artiesten als Ali B. en sprekers van de Britse Stop the War Coalition, ROOD en de Internationale Socialisten, wilden zij hun afschuw uitspreken over het oorlogsgeweld en de volgens hen steeds verder gaande aantasting van burgerrechten onder het mom van de 'strijd tegen terrorisme'. Deze demonstratie verliep geheel vreedzaam.
Daarnaast waren er gedurende de top zelf verschillende kleinere acties van een groep genaamd Polderwindje. Op 2 december werden bij deze acties twee mensen gearresteerd.